# Луїза Бранденбурзька
Луїза Доротея Софія Бранденбурзька (нім. Luise Dorothea Sophie von Brandenburg) (нар. 29 вересня 1680 — пом. 23 грудня 1705) — бранденбурзька принцеса з династії Гогенцоллернів, донька курфюрста Бранденбургу Фрідріха I, який згодом став першим королем Пруссії, та гессен-кассельської принцеси Єлизавети Генрієтти, дружина кронпринца Гессен-Касселю Фрідріха.

## Біографія
Луїза Доротея Софія народилась 29 вересня 1680 року в Міському палаці Берліна. Вона стала єдиною дитиною в родині курпринца Бранденбургу Фрідріха та його першої дружини Єлизавети Генрієтти Гессен-Кассельської. Своє ім'я новонароджена отримала на честь бабусь з обох ліній.
Родина щасливо жила в Кьопенікському палаці столиці. Проте за три роки матір дівчинки раптово померла від віспи. Батько, що так і не мав спадкоємця, за рік оженився вдруге із ганноверською принцесою Софією Доротеєю. Від цього шлюбу народилися двоє синів, з яких дорослого віку досяг лише Фрідріх Вільгельм.
У 1688 Фрідріх успадкував Бранденбург.
У віці 19 років Луїза взяла шлюб із 24-річним кронпринцем Гессен-Касселю Фрідріхом, що доводився їй кузеном. Весілля відбулося 31 травня 1700 року в Берліні. Богослов Конрад Мел з цього приводу написав привітання Legatio orientalis. Святкування тривало кілька тижнів у Берліні, Оранієнбурзі, Потсдамі та Касселі. 
Протягом наступних п'яти років Луїза часто хворіла і померла при пологах у грудні 1705. Її поховали у церкві Святого Мартіна у Касселі.